# Doylestown (contea di Bucks)
Doylestown  è una township degli Stati Uniti d'America, nella contea di Bucks nello Stato della Pennsylvania. Secondo il censimento del 2010 la popolazione è di 17.565 abitanti.

## Società

### Evoluzione demografica
| township di Doylestown Popolazione |        |
| 2000                               | 18.719 |
| 2010                               | 17.565 |